# Смоляни
Смоля́ни (болг. смоляни) — середньовічне південнослов'янське плем'я, що оселилося в VII столітті в Родопах та долині річки Места. У 837 плем'я повстало проти візантійської влади, та уклало союз із булгарським ханом Пресіаном.
Пізніше смоляни стали однією із складових болгарського народу. Місто Смолян на півдні Болгарії має назву від них.
Цікаву паралель можна провести між:
- смолянами — південнослов'янське плем'я
- смолинцями — західнослов'янське плем'я
- і смоленцями — жителі Смоленська.